# Остеррёнфельд
Остеррёнфельд (нем. Osterrönfeld) — община в Германии, в земле Шлезвиг-Гольштейн. 
Входит в состав района Рендсбург-Экернфёрде. Подчиняется управлению Айдерканаль.  Население составляет 5162 человека (на 31 декабря 2010 года). Занимает площадь 17,89 км².